# Itot du Château
Itot du Château, surnommé Toti, est un cheval hongre alezan de race Selle français, champion de saut d'obstacles. Issu d'un élevage amateur, Itot est monté puis révélé par Michel Hécart. En 2007, Jan Tops l'achète pour sa compagne Edwina Tops-Alexander, qui le mène au plus haut niveau.

## Histoire

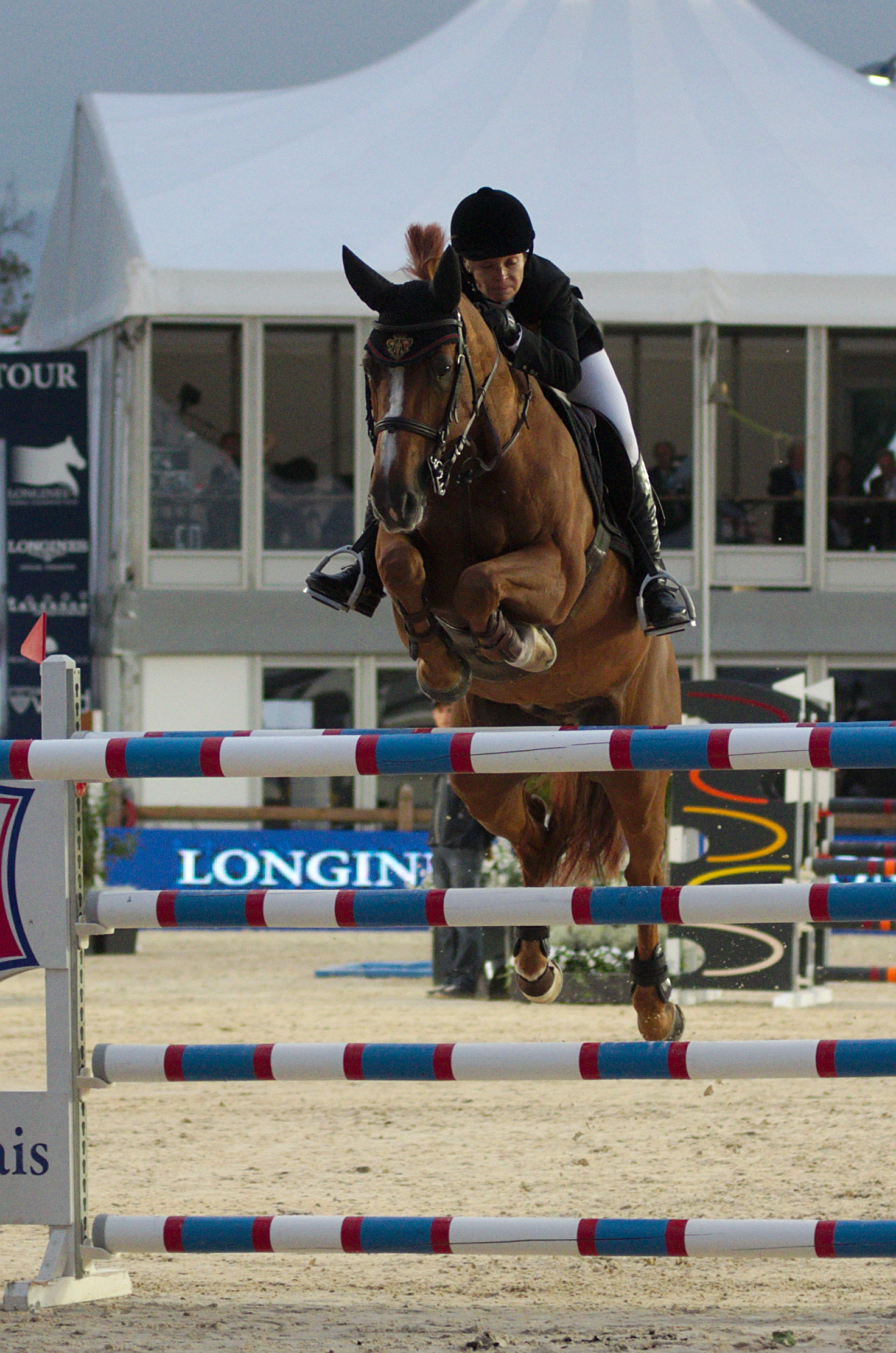
Edwina Tops-Alexander et Itot du Chateau en 2013 au Longines Global Champions Tour de Lausanne

Né en 1996, Itot du Château provient de l'élevage amateur de Jean Grandjean, dans la Marne. Son éleveur le propose aux ventes Fences mais personne ne s'en porte acquéreur, aussi Itot revient à son élevage. Il est gravement blessé dans un accident de la route à trois ans ou quatre (en 2000) et doit être rééduqué pendant des mois pour récupérer. Il en garde des cicatrices bien visibles sur la tête, notamment au niveau de sa liste.
Il est monté et révélé par Michel Hécart, qui en entend parler par son ami Philippe Rozier en 2002, alors que le hongre est âgé de six ans. Itot est difficile à former au début : très tendu, il piaffe et ne supporte pas les bruits. Il est valorisé aux écuries de la Roque. Hécart propose le cheval à la vente l'année de ses onze ans, en 2007, alors qu'Itot est au meilleur de sa forme. Jan Tops le repère et l'achète pour sa compagne, la cavalière australienne Edwina Tops-Alexander, qui a eu un coup de cœur. Itot est vendu le samedi 29 décembre 2007, dans l'objectif de participer aux Jeux olympiques d'été de 2008 à Pékin.
Malgré sa taille très modeste d'1,57 m, il est en 2013 le cheval qui a gagné le plus de dotations en circuit de saut d'obstacles, avec plus de 3 millions d'euros de gains. C'est aussi le cheval de sport le plus admiré à la même époque. Il est mis à la retraite en 2014, après le Paris Eiffel Jumping du Global Champions Tour, à l'âge de 18 ans. 23 ans après Jappeloup, Itot du Château reçoit un hommage au pied de la tour Eiffel le 6 juillet 2014, avec sa cavalière, son éleveur et les représentants du stud-book Selle français. Sa carrière dans le sport au plus haut niveau s'est révélée particulièrement longue,.
Itot est mis à la retraite dans les écuries de Valkenswaard. Sa souche a été transférée dans un haras français près de Nantes.

## Palmarès

### 2009
- Vainqueur du GP de Valkenswaard
- Podium à Aix la Chapelle
- Podium à Valencia

### 2010
- Vainqueur du GP de Cannes
- Podium à Leipzig
- Podium à Hambourg
- Podium à Bois-le-Duc
- Podium à Rio de Janeiro

### 2011
- Vainqueur du GP de Cannes
- Juillet : vainqueur du GP du Global Champions Tour au Jumping de Chantilly[12]
- Podium à Rio de Janeiro
- Podium à Zurich

### 2012
Il est 22e du classement mondial des chevaux d'obstacle établi par la WBFSH en octobre 2012.
- Vainqueur du GP de Doha
- Vainqueur du CSI de Genève
- Podium à Zurich
- Podium au jumping international de Bordeaux

### 2013
- Podium à Bois-le-Duc.
- Podium à Bâle.
- Podium à St. Jakobshalle.

## Description
Itot du Chateau est un mâle hongre alezan toisant 1,57 m, ce qui est considéré comme très petit pour pratiquer la discipline du saut d'obstacles. Il est réputé pour son énergie, son coup d'épaule et sa grande foulée de galop. Corollaire, il est très difficile à canaliser en concours. Edwina Tops-Alexanders commente en disant : « C’est le plus petit cheval que j’ai jamais eu, mais c’est aussi mon meilleur cheval. Personne ne croyait en lui, même pas les Français, avant que je ne l’acquiers à ses douze ans. Moi, je croyais en ce cheval. Physiquement, ce n’était pas un athlète, mais il avait l’esprit et le cœur : la force qui l’a rendu si bon ». Volontaire et respectueux. Il a de la force, de l'équilibre et une technique de saut affûtée. Son encolure est courte et très musclée, son corps compact et puissant.

## Origines
Itot du Château présente de très bonnes origines, aussi bien côté paternel que côté maternel.